# Poecilasthena fragilis
Poecilasthena fragilis är en fjärilsart som beskrevs av Turner 1942. Poecilasthena fragilis ingår i släktet Poecilasthena och familjen mätare. Inga underarter finns listade i Catalogue of Life.